# Kostel svatého Jiljí (Lomnice)
Kostel svatého Jiljí je římskokatolický, v minulosti farní kostel v Lomnici v okrese Sokolov v Karlovarském kraji. Od roku 1963 je chráněn jako kulturní památka.

## Historie
Na místě současného kostela stával středověký kostel, který byl postaven prvními německými osadníky pravděpodobně v průběhu 13. století. Němečtí historici ovšem uvádějí, že kostel byl vybudován již před rokem 1240. První písemná zmínka o kostele v Lomnici je z roku 1352, kdy se poprvé hovoří o farnosti a roku 1361 se uvádí jméno faráře. Až do roku 1672 byl farním kostelem a znova až v 19. století. Původní gotická stavba nezůstala zachována v původní podobě. Kostel byl v průběhu staletí několikrát architektonicky upravován. Zejména rozsáhlé poškození z třicetileté války si v 17. století vyžádalo barokní úpravy. Nejrozsáhlejší úpravy pocházejí z let 1902 až 1903. Byla snesena dosavadní barokní sanktusová věž nad presbytářem a přistavěna pravidelná hranolová věž. V budově bývalé fary byla zřízena dvoutřídní mateřská škola.

## Architektura
Po rozsáhlých úpravách je kostel jednolodní orientovanou stavbou s dlouhou obdélnou lodí a polygonálním závěrem. Hranolová věž s jehlancovou střechou byla přistavěna v letech 1902 až 1903. Je vysoká 32 metrů a má novorománské rysy, které jsou i v jiných částech stavby. K věži jsou připojeny zešikmené stěny lodi. Ze středověkého kostela zůstal zachován zejména portál a hluboký a polygonálně zakončený presbytář s jeho křížovou klenbou a triumfálním lomeným obloukem. Na presbytáři se dochovalo venkovní gotické okno s torzem kamenné kružby.

## Náhrobníky
Kostel býval obklopen hřbitovem, v němž se po staletí pohřbívalo. Přímo v kostele byli pochováváni příslušníci šlechtických rodů z Týna, Lomnice, Lvova a Boučí. Roku 1836 byl vybudován nový hřbitov na okraji Lomnice a hřbitov u kostela byl roku 1853 uzavřen. Ve čtyřicátých letech 19. století byla postavena nová silnice, které ustoupila část plochy hřbitova. Stržena byla i hřbitovní zeď. Do vnějších zdí kostela bylo zasazeno několik zachovalých renesančních náhrobníků z druhé poloviny 16. století. Neví se však, kdy tyto náhrobní kameny z pískovce a mramoru byly zazděny. Významnou kamenickou prací je náhrobní kámen rytíře Jiřího z Týna, jenž zemřel 18. února 1596. Nachází se v jižní stěně kostela a je na něm ztvárněno celkem jedenáct erbů spřízněných rodů. Na stejné stěně jsou ještě další dva náhrobníky. Jeden patří Anně Vorreiterové, rozené z Týna, další Marie Magdaleně z Limpachu. Dva náhrobníky jsou vsazeny do západního průčelí kostela. Jsou to náhrobníky Jana Jiřího z Týna, jenž zemřel 7. srpna 1585 a náhrobník Wolfa Zikmunda z Týna, jenž zemřel 13. září 1589.

## Galerie

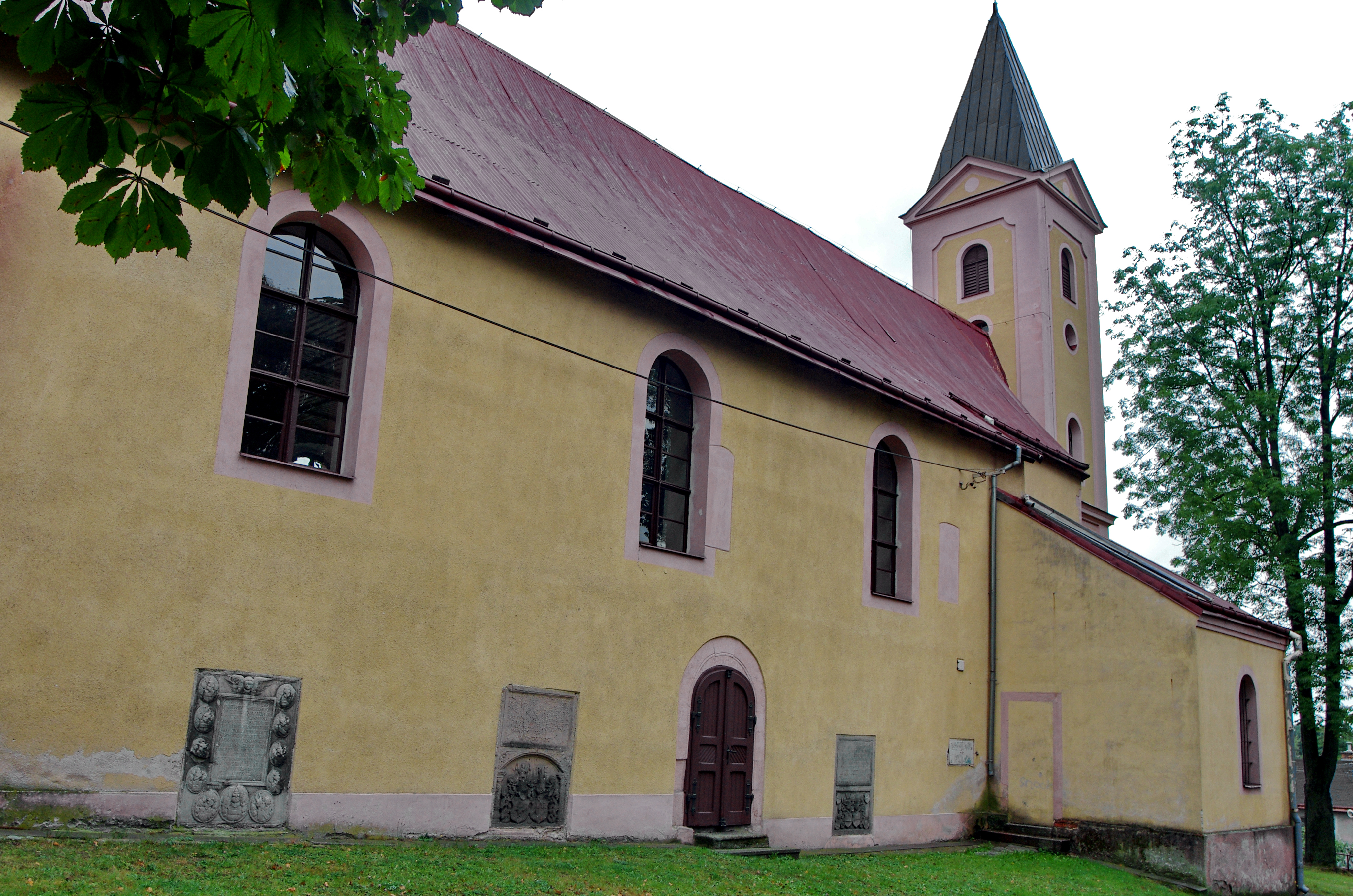
Jižní stěna s náhrobníky
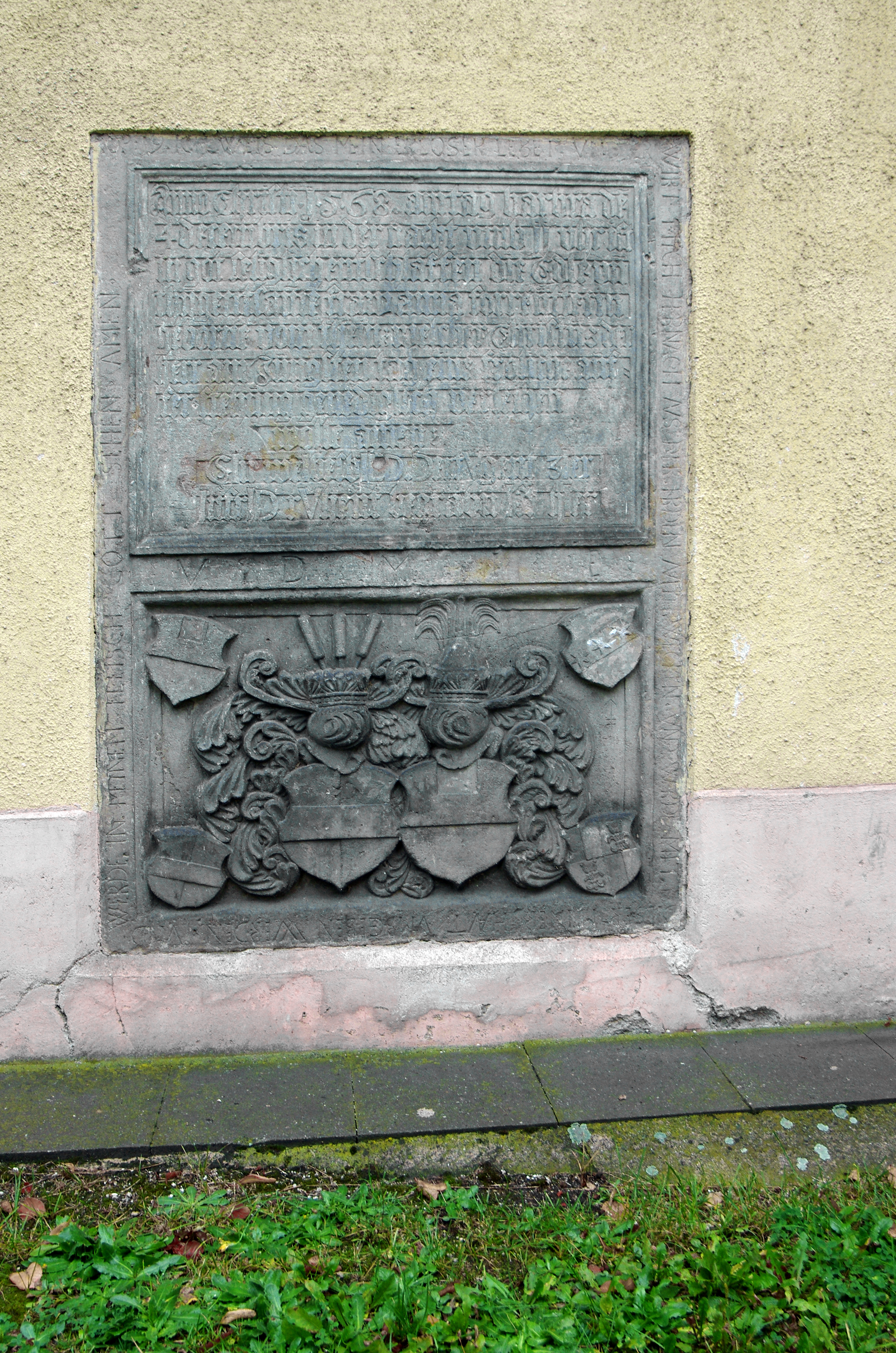
Náhrobník v jižní stěně
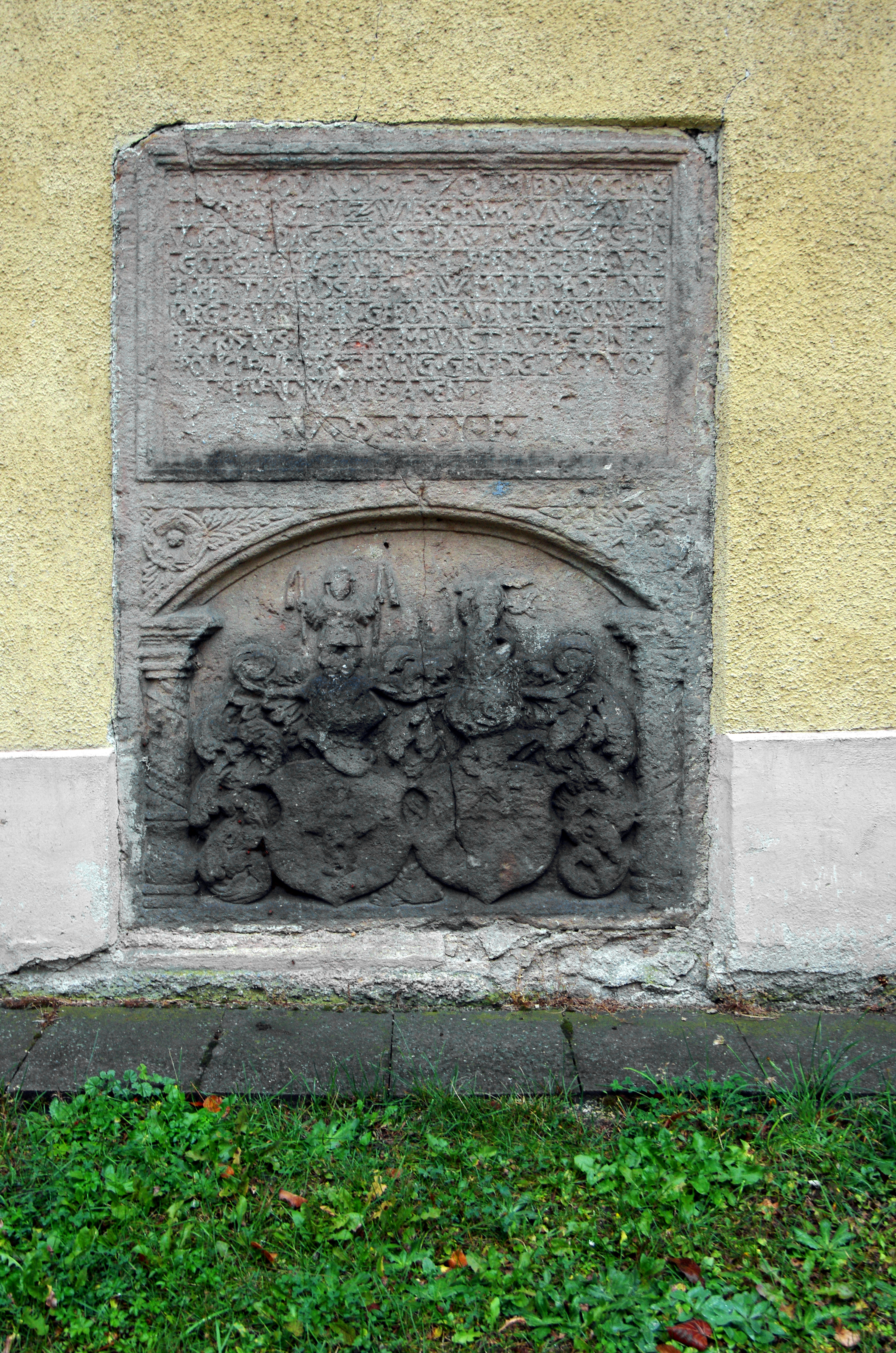
Náhrobník v jižní stěně
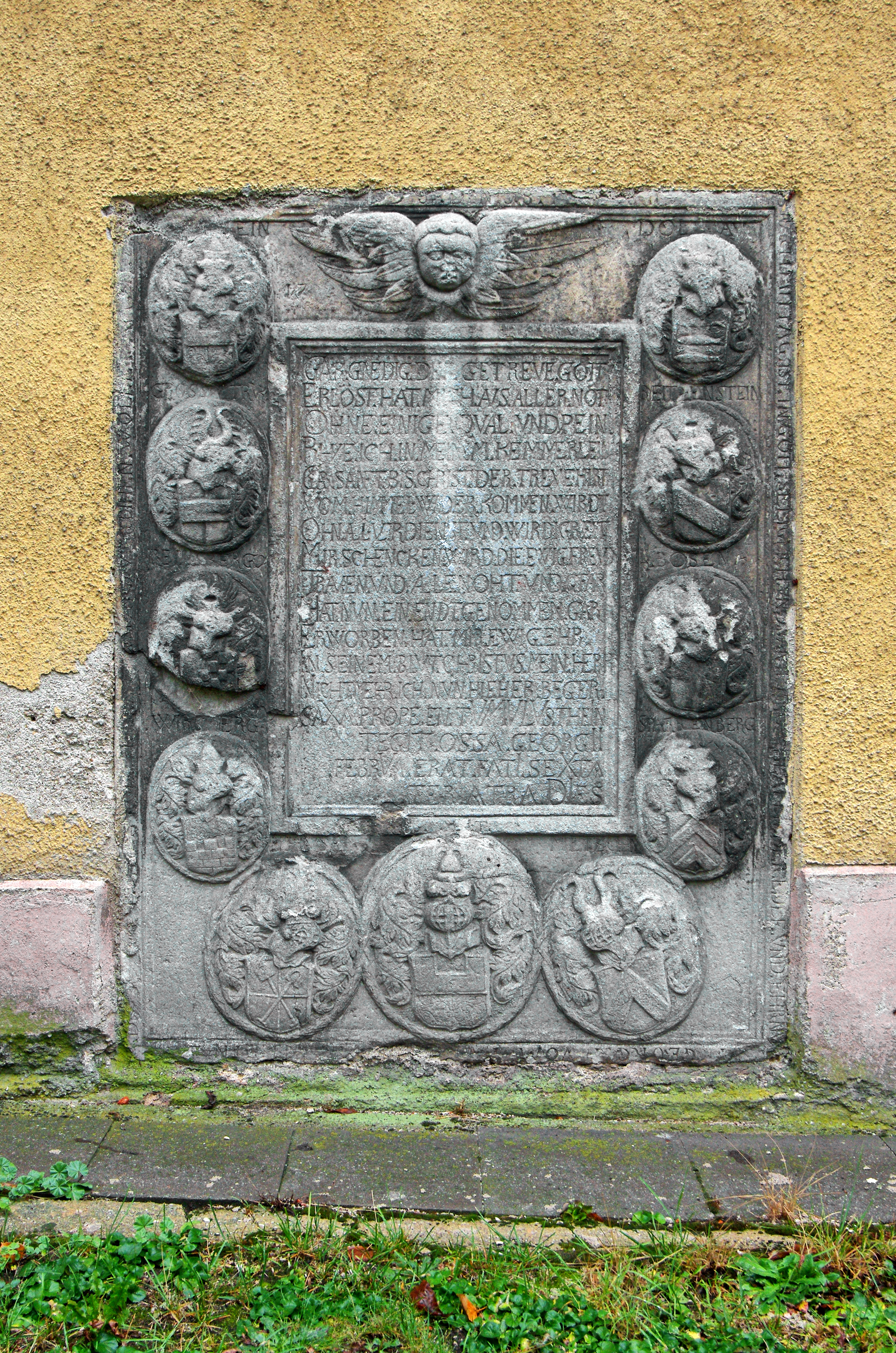
Náhrobník v jižní stěně
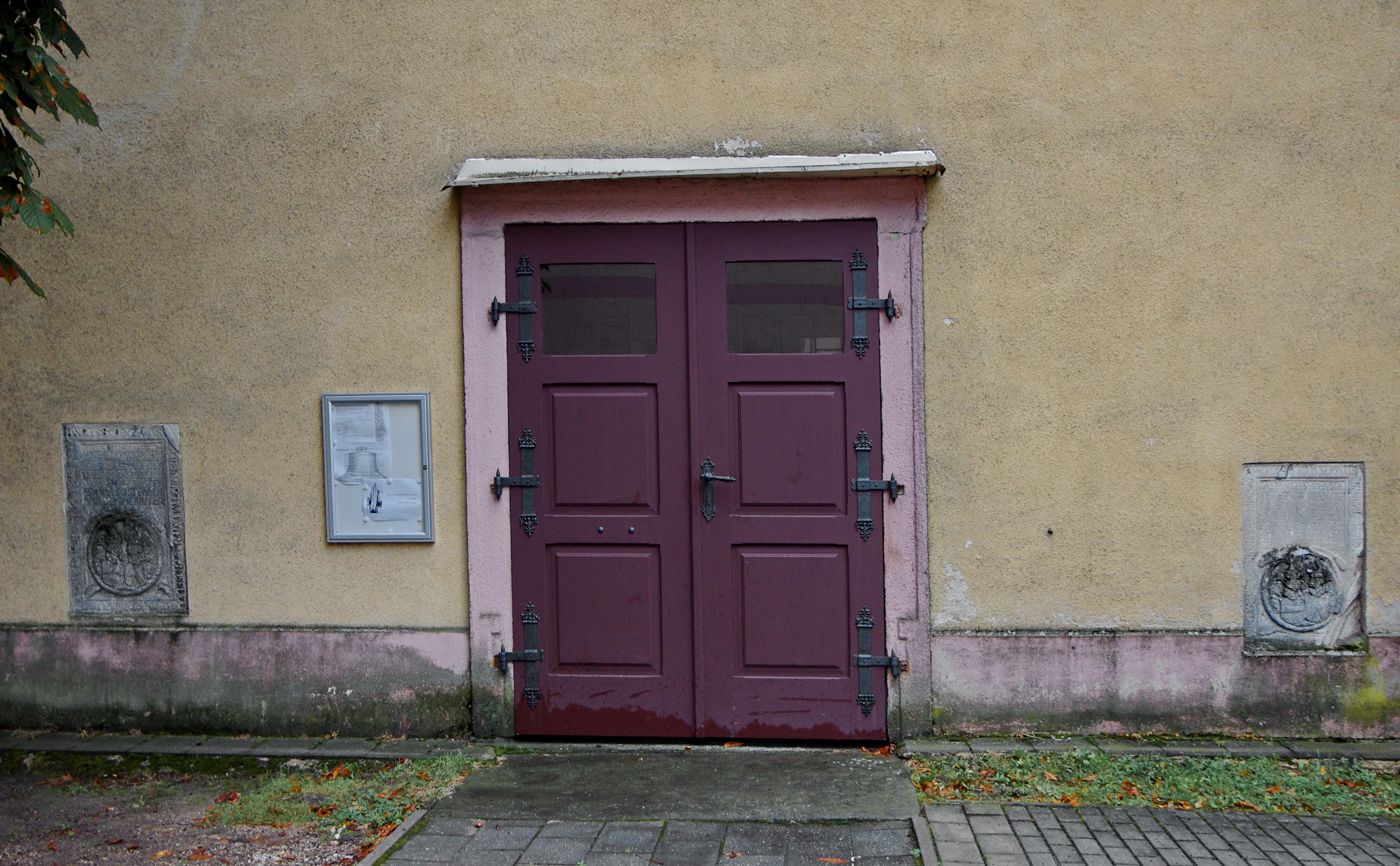
Západní průčelí s náhrobníky
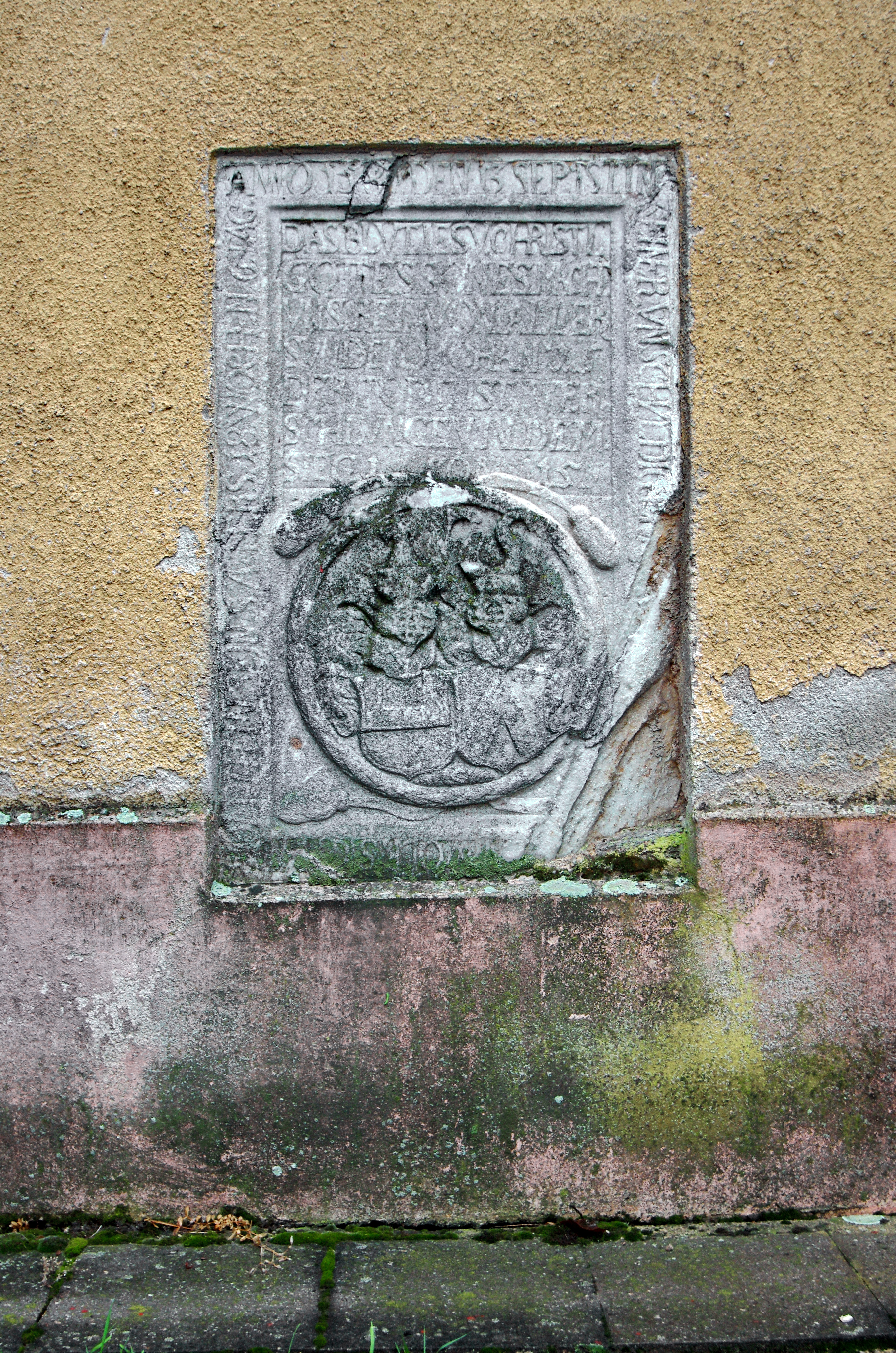
Náhrobník v západním průčelí
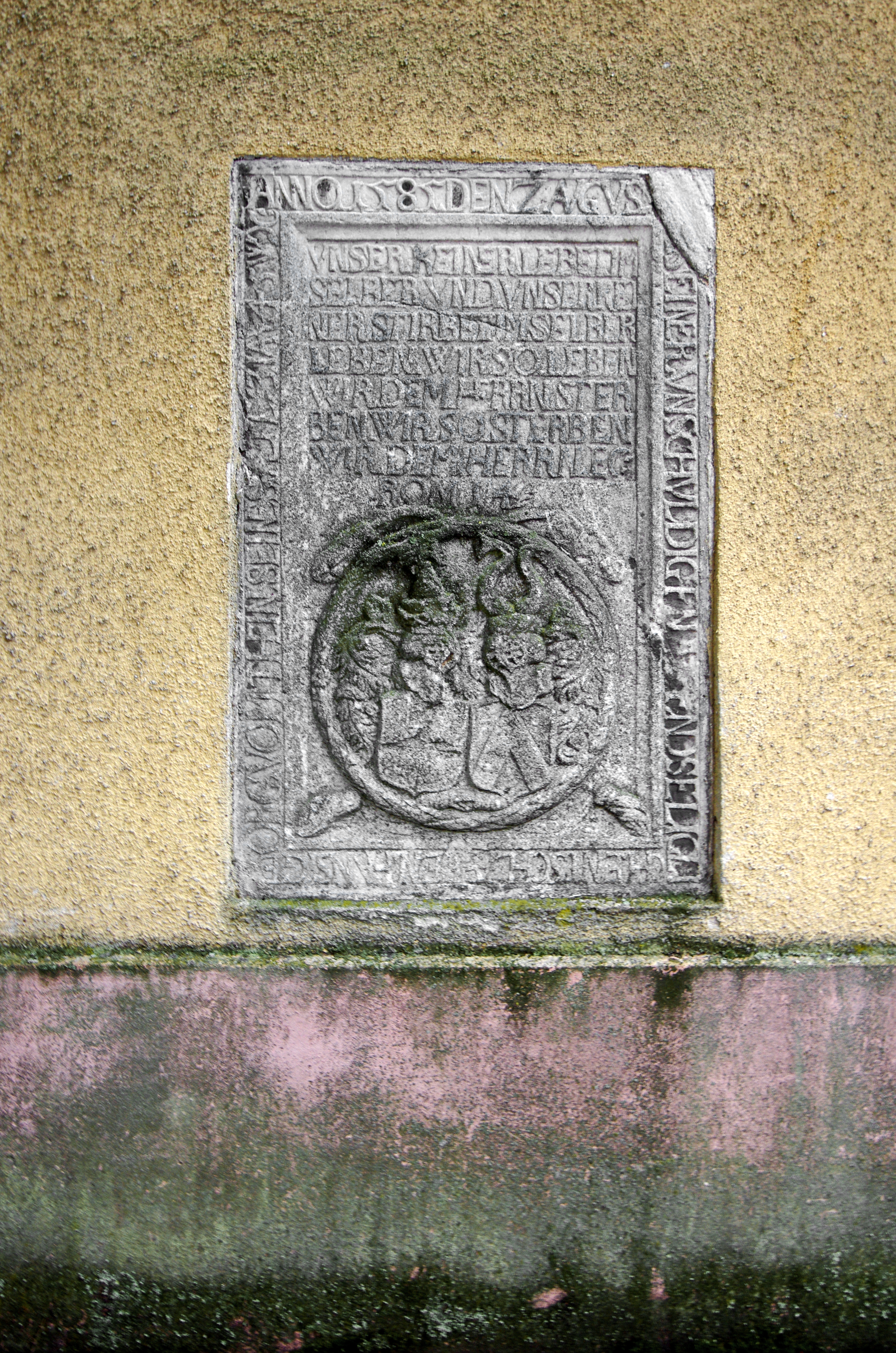
Náhrobník v západním průčelí
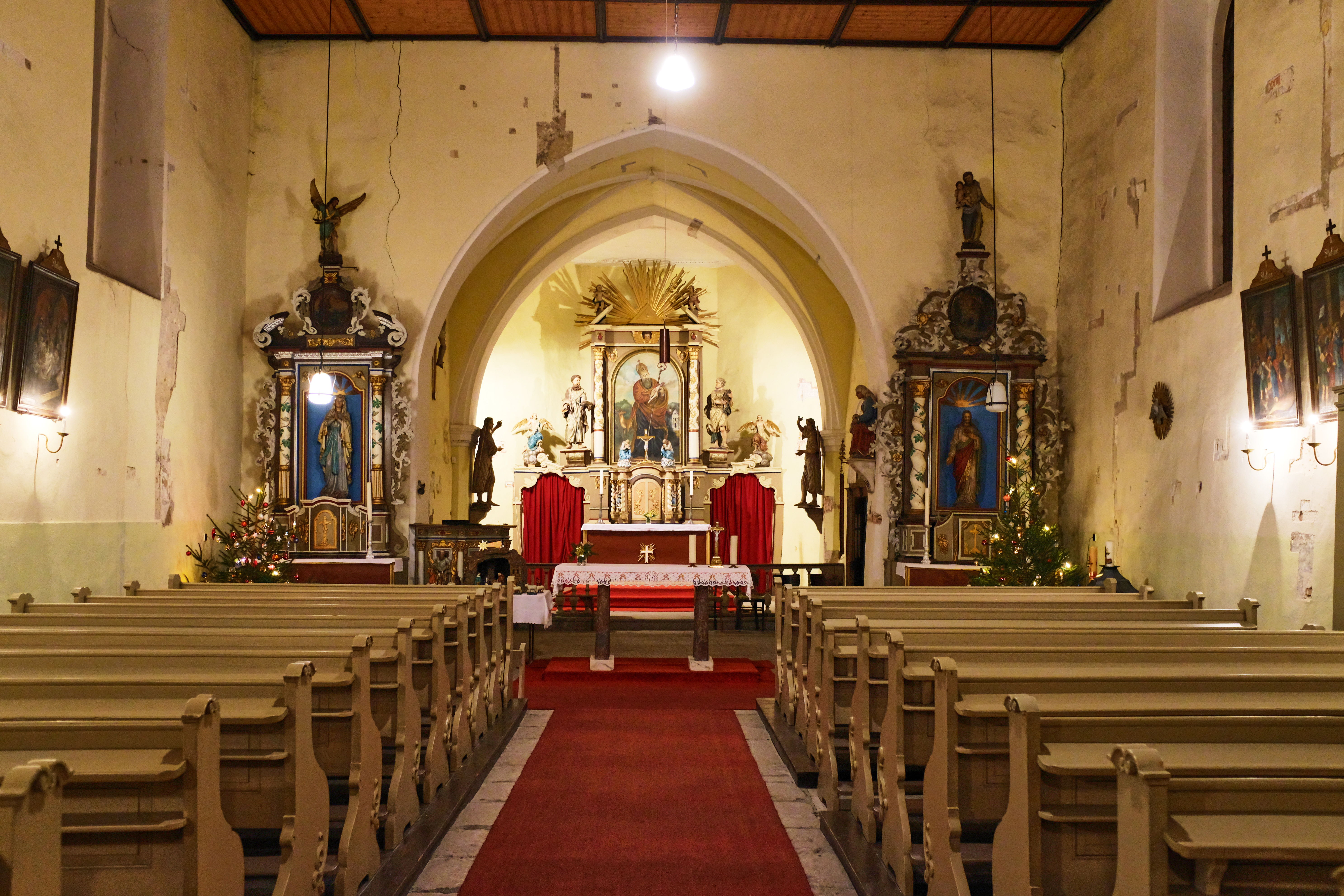
Interiér kostela